# Enicospilus semenovi
Enicospilus semenovi là một loài tò vò trong họ Ichneumonidae.